# Eucyclops macruroides
Eucyclops macruroides är en kräftdjursart som först beskrevs av Wilhelm Lilljeborg 1901.  Eucyclops macruroides ingår i släktet Eucyclops och familjen Cyclopidae. Arten är reproducerande i Sverige.

## Underarter
Arten delas in i följande underarter:
- E. m. macruroides
- E. m. denticulatus